# Andrei Yurynok
Andrei Yurynok (Brest, 21 de septiembre de 1996) es un jugador de balonmano bielorruso que juega de extremo izquierdo en el Meshkov Brest. Es internacional con la selección de balonmano de Bielorrusia.
Su primer campeonato con la selección fue el Campeonato Europeo de Balonmano Masculino de 2016.

## Palmarés

### Meshkov Brest
- Liga de Bielorrusia de balonmano (7): 2017, 2018, 2019, 2020, 2021, 2022, 2023
- Copa de Bielorrusia de balonmano (4): 2017, 2018, 2020, 2021

## Clubes
- Vityaz Minsk ( -2015)
- Meshkov Brest (2015-Act.)
- SKA Minsk (2015-2016) (cedido)